# 桐生悠悠
桐生悠悠（1873年5月20日－1941年9月10日）是一名日本記者、評論家，出生於石川縣。其本名為桐生政次（きりゅうまさじ）。
他在明治末期到昭和初期發表了大量反權力、反軍事的言論，惹來不少麻煩，其中最有名事件的是，他曾在信濃每日新聞上發表一篇社論，名為《嗤笑關東防空大演習》（関東防空大演習を嗤う），預言遭到都市空襲的日本必將敗北，引發不少爭議。

## 生平

### 早年
桐生悠悠出生於1873年，是金澤市一個貧窮的舊加賀藩士家庭的三男。在舊制第四高等學校求學過程中，他與小學以來的好同學德田秋聲交往漸篤，於1892年（明治25年），為了成為小說家的志向而一起退學，前往東京。但在東京的發展並不成功使他只好返鄉，於1895年（明治28年）再次來到東京，進入東京法科大學政治學科，追隨法學家穗積八束、一木喜德郎學習。

### 開始記者生涯
畢業後，他曾經擔任過東京府的職員、下野新聞的主筆等等，也曾在保險公司、出版社上班。在1903年（明治36年）他進入大阪每日新聞，但因為沒有得到滿意的執筆機會，因而辭職。在1907年（明治40年），他轉而在大阪朝日新聞服務，但因為大阪朝日新聞通信部關閉而改到東京朝日新聞上班，並以匿名身分發表了一篇名為的時事評論。
桐生悠悠在1910年（明治43年）離開東京朝日新聞，就任信濃每日新聞的主筆。在1912年（大正元年）舉行明治天皇的葬禮時，一名名為乃木希典的陸軍大將自殺。桐生悠悠立刻撰寫了一篇名為《陋習打破論─乃木將軍的殉死》（陋習打破論――乃木将軍の殉死）的社論，希望能引發迴響。1914年（大正3年），他批評有關西門子事件的政友會，但由於他的上司，信濃每日新聞社長小坂順造是屬於政友會的眾議院議員，桐生悠悠因而被迫離職。
同年，他轉而在新愛知新聞擔任主筆，因而前往名古屋。在任職期間由於他在社論專欄「緩急車」持續發表反權利、反政友會的論述，因而牴觸了新愛知新聞親近政友會的基本調性。此外，也疲於與名古屋新聞（調性親憲政會）的銷售競爭，因而辭職。桐生悠悠在1924年（大正13年）以無黨籍的身分參選第15回眾議院議員選舉，但不幸落選，自此之後他度過了數年失業負債的生活。
1928年（昭和3年），由於當時信濃每日新聞的主筆風見章為了參加眾議員選舉而辭職，桐生悠悠再度回到信濃每日新聞擔任主筆。如同先前，他又發表了一連串反軍事的社論。除此之外，在這個時代，桐生的立場開始轉向批判馬克思主義，這再度抵觸了因前任主筆風見章而左傾的信濃每日新聞的色彩。

### 《嗤笑關東防空大演習》
1933年（昭和8年）8月11日，桐生悠悠撰寫了名為《嗤笑關東防空大演習》的社論。這篇社論主要是在批判當年以東京市為中心，關東一帶所舉行的防空演習。
在這篇文章中，桐生悠悠提出，東京的木造房屋很多，在敵機的空襲之下將遭焦土化，受害的程度將會和關東大地震差不多。此外，他還預言12年後日本各都市遭空襲的慘狀。他在報導中提出：「所以，在關東上空、帝都（指東京）上空迎擊敵機就等於是我軍敗北」（だから、敵機を関東の空に、帝都の空に迎へ撃つといふことは、我軍の敗北そのものである）、「要言之，空戰就是……發動空襲的一方勝利，被空襲的一方敗北。」（要するに、航空戦は...空撃したものの勝であり、空撃されたものの負である）這樣的言論遭受陸軍的強烈抨擊，長野縣的在鄉軍人會也發起了拒買信濃每日新聞的抗議活動。桐生悠悠在同年九月，被強迫離開信濃每日新聞。

### 雜誌《他山之石》
自此之後，桐生悠悠一直到他逝世的八年之間，都在名古屋主導著「名古屋讀書會」。這段期間，他編寫以部分翻譯他本人推薦的外國書籍為主的讀書會會誌《他山之石》。他的言論活動也就侷限在會誌卷頭以及專欄「緩急車」。雜誌中曾介紹過的書籍著者包括赫伯特·喬治·威爾斯、哈洛·約瑟夫·拉斯基、保羅·瓦勒里等等，桐生閱讀領域的廣泛，可見一斑。當時名古屋的丸善書局，曾說「悠悠是我們最棒的客人」。
1941年（昭和16年）9月10日、太平洋戰爭開戰三個月後，桐生悠悠因喉頭癌而去世，享年68歳。在他去世之前，因為對自己的死期有所覺悟，因而寫了『他山之石』的廢刊問候辭。在這篇問候辭，他正確的預言了數年後日本的戰敗。

「（前略）近來，小生的痼疾咽喉癌嚴重惡化，就連流體也難以下嚥，似乎不久之後就不得不離開塵世。雖說小生寧可歡喜地從這個漸漸往畜生道墮落的地球表面消失，但是小生對於無法看到戰後的軍隊大整肅而早早灑手塵世這件事，不管怎樣都感到無比的遺憾。  昭和十六年九月十日 他山之石發行者 桐生政次」

同年9月12日，在桐生悠悠葬禮舉行的當天，憲兵將由當局發下的《他山之石》停刊命令遞給桐生的兒子時，桐生的兒子脫口而出父親的一個短句「暴風雨的夜晚，蟋蟀仍將繼續鳴叫」（蟋蟀は鳴きつづけたり嵐の夜），後來這句話後來也被刻在桐生悠悠的墓碑上。

## 外部連結
- 桐生悠悠的作品 （页面存档备份，存于）（青空文庫）